# 서원중학교 (충북)
서원중학교(西原中學校)는 대한민국 충청북도 청주시 흥덕구 가경동에 있는 공립 중학교이다.

## 학교 연혁
- 1985년 11월 30일 : 서원중학교 설립 인가 (33학급)
- 1986년 3월 1일 : 최도국 초대 교장 취임
- 1986년 3월 5일 : 개교 및 제1학년 입학식 (598명)
- 1989년 2월 14일 : 제1회 졸업식 거행 (618명)
- 2002년 11월 2일 : 서원관 준공
- 2003년 1월 29일 : 연결동 8개 교실 준공
- 2009년 7월 6일 : 인조 잔디 구장 완공
- 2022년 9월 1일 : 제18대 노수경 교장 부임
- 2024년 1월 4일 : 제35회 졸업식(233명) 년인원 16,679명
- 2024년 3월 4일 : 2024학년도 입학식(339명)

## 참고 자료
- 서원중학교 - 한국교육학술정보원 학교알리미